# Mikhail Alperin
Michail Jefimowitsch Alperin (em ucraniano: Миха́йло Юхи́мович Альпе́рін) (Kamianets-Podilskyi, 7 de novembro de 1956 – 11 de maio de 2018) foi um pianista de jazz soviético-norueguês, conhecido como um membro-chave do Moscow Art Trio.
Alperin nasceu em Kamianets-Podilskyi e estudou em Khmelnytskyi, Bălți e Chișinău. Em 1980, ele formou um dos primeiros conjuntos de jazz na SSR da Moldávia. Ele se mudou para Moscou na década de 1980 e fundou o Moscow Art Trio com Arkady Shilkloper junto com o cantor Sergey Nikolaevich Starostin. Ele também trabalhou com Huun Huur Tu. De 1993 a 2018 morou em Oslo, na Noruega, onde foi professor de música na Academia Norueguesa de Música e orientou o pianista Helge Lien e Morten Qvenild, entre outros. Alperin lançou vários trabalhos na ECM Records. Faleceu em 11 de maio de 2018, aos 61 anos de idade.